# Ambinanitromby
Ambinanitromby est une commune rurale de Madagascar, située dans le district d'Ikongo, dans le nord-ouest de la région Fitovinany.

## Géographie
Ambinanitromby se trouve sur la RN 14, à 64 km au sud d'Ifanadiana et à 28 km au nord d'Ikongo. Le village se situe sur les rives de la rivière Onilahy, un affluent du Faraony.

## Démographie
La commune rurale d'Ambinanitromby compte 9 748 habitants en 2018.